# Ахметов, Наиль Сибгатович
Наиль Сибгатович Ахметов (27 ноября 1926, Малмыж, Малмыжский уезд, Вятская губерния,  — 2 декабря 2006, Казань) — советский и российский химик, доктор химических наук (1969), академик Академии наук Республики Татарстан (1992), заслуженный деятель науки ТАССР, РСФСР (1974, 1980).

## Биография
Родился 27 ноября 1926 в г. Малмыж, ныне Кировской области. В 1943 году окончил с золотой медалью среднюю школу № 3 в Казани, а в 1948 году - технологический факультет Казанского химико-технологического института (КХТИ) по специальности «Технология неорганических веществ» (с отличием).
C 1948 по 1969 год на кафедре неорганической химии КХТИ: аспирант (1948-1951), ассистент (1951-1953) и доцент (1953-1969). В 1953 году защитил диссертацию на соискание ученой степени кандидата химических наук.
1957-1963 гг. – декан заочного технологического факультета КХТИ.
1967-1987 гг. – декан факультета повышения квалификации преподавателей вузов и средних специальных учебных заведений.
1974–1997 гг. – заведующий кафедрой неорганической химии.
1997 г. – профессор той же кафедры.
Подготовил 6 докторов и 50 кандидатов наук.
Председатель Татарского респ. отделения Всесоюзного хим. общества им. Д.И.Менделеева (1971–73).
Умер 2 декабря 2006 г. в Казани.

## Признание
Заслуженный деятель науки РСФСР (1980), Заслуженный деятель наук ТАССР (1974) и академик Академии наук Татарстана (1992).

## Научные интересы
Труды по неорганической и координационной химии. По сообщению Татарской Энциклопедии, совместно с учениками разработал научное направление по синтезу и исследованию интермедиатных каталитически активных форм соединений платиновых металлов. Решена проблема замещения серебряных фотоизображений на изображения с использованием комплексных соединений переходных металлов.

## Публикации
Автор более 40 учебников и учебных пособий. Соавтор учебного пособия «Лабораторные и семинарские занятия по неорганической химии». 
- Электродные потенциалы некоторых граней монокристаллов цинка и меди : диссертация ... кандидата химических наук : 02.00.00. - Казань, 1952. - 156 с.
- Неорганическая химия : диссертация ... доктора химических наук : 02.00.00. - Казань, 1967. - 656 с.
- Неорганическая химия: [Учеб. пособие для хим.-технол. вузов и фак.]. - Москва : Высш. школа, 1969. - 640 с.
- Неорганическая химия: [Учеб. пособие для хим.-технол. вузов и фак.]. - 2-е изд., перераб. и доп. - Москва : Высш. школа, 1975. - 670 с.
- Неорганическая химия: Проб. учебник для 8-го кл. - Москва : Просвещение, 1979. - 127 с.
- Лабораторные и семинарские занятия по неорганической химии : [Учеб. пособие для хим.-технол. спец. вузов] / Н. С. Ахметов, М. К. Азизова, Л. И. Бадыгина. - 2-е изд., перераб. и доп. - М. : Высш. шк., 1988. - 302,[1] с.
- Общая и неорганическая химия: на араб.яз.  M. : Мир, 1988. 510 с.
- Актуальные вопросы курса неорганической химии : Кн. для учителя / Н. С. Ахметов. - М. : Просвещение, 1991. - 223,[1] с.
- Химия : Учеб. для 8-го кл. общеобразоват. учреждений / Н. С. Ахметов. - М. : Просвещение, 1996. - 191,[1] с.
- Общая и неорганическая химия: [Учеб. для хим.-технол. специальностей вузов] / Н. С. Ахметов. - 3-е изд., перераб. и доп. - Москва : Высш. шк., 1998. - 742,[1] с.
- Inorganic Chemistry / Akhmetov, N.S.— University Press of the Pacific: Honolulu, HI, USA, 2001. — ISBN 978-0-898-75623-4.
- Общая и неорганическая химия: [Учеб. для вузов] — Н.С. Ахметов — 13-е изд., стер. — Санкт-Петербург : Лань, 2023. — 744 с. — ISBN 978-5-507-45394-8.

## Награды
Награжден орденом Трудового Красного Знамени, медалями.